# 安东尼·格拉夫顿
安东尼·格拉夫顿（英語：Anthony Grafton，1950年5月21日—）是当代最具威望的历史学家之一，前美国历史学会会长，現為美国普林斯顿大学亨利·普特南校聘特級講座教授(Henry Putnam University Professor)、美國文理科學院院士、英国国家学术院通讯院士，并獲牛津大學及萊登大學等歐美名校颁發荣誉博士。著有超過二十本學術專著及一百七十篇論文，並榮獲多項國際獎項。
格拉夫敦是一位全能型的西方知识史的探究者，研究领域宽广。就核心而言，是以学术史和精英知识传播史为重心的近代西方文化史。简单来说，就是包括古典文化和基督教在内的知识系统在文艺复兴以来的西方世界里，如何得到传承、改造并在各领域内体现出来。从人文、宗教和科学的著述，到艺术与建筑的实践，再到阅读的历史的和书籍的制作等等，都是这一过程的重要组成部分。六十年代他在芝加哥大学攻读博士，期间前往西方古典傳統研究重鎮伦敦瓦堡研究所（Warburg Institute）訪学，並拜於古典學及史學大師阿纳尔多·莫米利亚诺（Arnaldo Momigliano）門下，从此深受莫氏学风和学识规模的影响。学界一般视他为莫米利亚诺最出色的弟子之一。格拉夫敦那种思想史、艺术史和科学史的奇特组合，正是典型的瓦堡学派的传统。

## 早年生活與教育
格拉夫頓出生於美國康乃狄克州紐哈芬。他在中學時期是在著名的菲利普斯學院（Phillips Academy）接受教育。
隨後就讀芝加哥大學（University of Chicago）, 1971年至1972年分別獲得文學學士（Bachelor of Arts）之歷史學學位和文學碩士學位。並在其母校芝加哥大學獲得哲學博士（Doctor of Philosophy）之歷史學學位。

## 生涯
1975年在康奈爾大學歷史系（Cornell University Department of History）短暫任教後，同年於普林斯頓大學（Princeton University）任教，直到現在。2007年1月起擔任《觀念史雜誌》（Journal of the History of Ideas）的主編。

## 著作
格拉夫頓专攻早期现代欧洲的历史，主要作品有《染墨的手指：早期现代欧洲的书籍制作》（Inky Fingers: The Making of Books in Early Modern Europe）、《时间图谱：历史年表的历史》（Cartographies of Time: A History of the Timeline，与丹尼尔·罗森伯格合著）、《早期现代欧洲的建立：1460—1559》（Foundations of Early Modern Europe, 1460–1559，与尤金·F·赖斯合著）、《文艺复兴的欧洲》（Renaissance Europe，企鹅欧洲史第四卷）等。
格拉夫頓也以研究從文藝復興到18世紀各國的文化傳統和歷史學研究的歷史而聞名。除了歷史學研究的著作，格拉夫頓也出了不少關於文藝復興學者的著作，如約瑟夫·賈斯特斯·斯卡利傑的歷史學研究及其年表（Joseph Justus Scaliger，1983－1993發行2冊），吉羅拉莫·卡爾達諾（Girolamo Cardano）天文學著作研究（1999）、萊昂·巴蒂斯塔·阿伯提（Leon Battista Alberti）建築學研究 （2000）。1996年在牛津大學基督聖體學院（Corpus Christi College）舉辦三年一度的E.A. 勞維講座（E. A. Lowe Lectures）並在該講座演講早期现代欧洲的历史。與麗莎‧喬丁（Lisa Jardine）共同著作關於修正主義對文藝復興教育的重大意義的《從人文主義到人文學科》（From Humanism to the Humanities、1986）和加布里埃爾·哈維（Gabriel Harvey）的旁注（Marginalia）注釋及詳解。
格拉夫頓他也刊登幾篇文章系列，如《文本捍衛者》（Defenders of the Text、1991），是篇注重於早期現代學者與科學的關係的文章，《文字形成的世界》（Worlds Made by Words）等，其中以《腳註的歷史》（The Footnote: A Curious History、1997）最為著名，是一篇研究邊際腳註的發展和歷史學家是怎麼用其為成學術界的強大工具的文章。
他也在《新共和》（The New Republic）、《美國學者》 （The American Scholar）和《紐約書評》（The New York Review of Books）刊登過不同專題的文章。在他家裡有台書輪（bookwheel）是家中的重要財物。